# Christian Friedrich Franke
Christian Friedrich Franke, auch: Francke, (* 18. August 1767 in Wittenberg; † 25. März 1794 ebenda) war ein deutscher evangelischer Theologe.

## Leben
Franke war ein Sohn des Wittenberger Stadtrichters, Hofgerichts- und Konsistorialadvokaten Christian Gottfried Franke (* 29. Januar 1712 in Marinau; † 31. März 1789 in Wittenberg) und seiner Frau Ernestine Elisabeth, der Tochter des Wittenberger Professors für Theologie Christian Friedrich Bauer.
Er besuchte ab 1780 die kurfürstliche Landesschule in Grimma und begann 1785 seine Studien an der Universität Wittenberg. Hier erwarb er am 17. Oktober 1787 den akademischen Grad eines Magisters der Philosophie und hielt, nachdem er sich am 14. November 1788 die Vorleseerlaubnis für Universitäten als Magister legens erworben hatte, Privatvorlesungen. Am 1. April 1789 wurde er als Adjunkt an der philosophischen Fakultät der Wittenberger Hochschule habilitiert und am 2. Februar 1790 als Pestpfarrer an der Wittenberger Schlosskirche ordiniert.
Nachdem er 1791 unter Franz Volkmar Reinhard das Baccalaurat der Theologie erworben hatte und damit Zugang zur theologischen Fakultät der Universität gefunden hatte, wurde er 1793 außerordentlicher Professor der Philosophie. Schon im Jahr darauf verstarb er.
Franke war mit Johanna Christiana Erdmann, einer Tochter von Johann Christoph Erdmann und dessen Frau Christiane Elenore Clausnitzer verheiratet. Nach dem frühen Tod Frankes verheiratete sich diese mit dem Dresdner Appellationsrates Dr. Johann Christoph Gebhard Grebel. Aus dieser Verbindung entstammte später der Mathematiker Moritz Wilhelm Grebel.

## Werkauswahl
1. Diss. II. de corrupta per quaestiones infinitas eloquentia. Wittenberg 1788
2. Diss. imaginem ingenii morumque Lutheri in emendatione sacrorum conspicuam exprimit. Wittenberg 1759
3. Diss. (Praes. F. V. Reinhard) Notae historicae conditioni cognoscendae primorum Christianorum inprimis Romanorum, cum Paulus ad eos scriberet, servientes. Wittenberg 1791
4. Der Brief des Apostels Paulus an die Christen zu Rom, übersetzt u. mit Anmerk. begleitet. Gotha 1793